# 2000 FX53
2000 FX53, também escrito como 2000 FX53, é um objeto transnetuniano (TNO) que está localizado no cinturão de Kuiper, uma região do Sistema Solar. Este corpo celeste é classificado como um cubewano. Ele possui uma magnitude absoluta (H) de 8,2 e, tem um diâmetro estimado com cerca de 101 km, por isso existem poucas chances que o mesmo possa ser classificado como um planeta anão, devido ao seu tamanho relativamente pequeno.

## Descoberta
2000 FX53 foi descoberto no dia 31 de março de 2000 pelos astrônomos C. A. Trujillo, S. S. Sheppard e D. C. Jewitt.

## Órbita
A órbita de 2000 FX53 tem uma excentricidade de 0.131 e possui um semieixo maior de 43.593 UA. O seu periélio leva o mesmo a uma distância de 37.892 UA em relação ao Sol e seu afélio a 49.295.